# Любушкин, Владимир Николаевич
Владимир Николаевич Любушкин (род. 20 октября 1946, село Вознесенка, Анжеро-Судженский район, Кемеровская область) — советский и российский певец (баритон), народный артист Российской Федерации (1994).

## Биография
Родился 20 октября 1946 года в селе Вознесенка, Анжеро-Судженского района. Некоторое время спустя семья переехала во Владивосток. С 1965 года будущий артист служил в армии, где начал выступать в ансамбле. 
В 1967 году Владимир Николаевич переехал в Свердловск, где стал солистом Уральского государственного академического русского народного хора. Во время работы в хоре исполнил множество песен в различных жанрах. В 1962—1976 и 1986—1989 годах Владимир Николаевич был художественным руководителем Уральского русского народного хора.
В 1994 году Владимир Любушкин удостоился почётного звания «Народный артист Российской Федерации.

## Награды
- Народный артист Российской Федерации (11 апреля 1994) — за большие заслуги в области музыкального искусства[3]